# 22e bataillon de chasseurs alpins
Le 22e bataillon de chasseurs alpins (22e BCA) est une unité militaire française dissoute de l'infanterie alpine (chasseurs alpins) stationnée à Albertville en Savoie.
Il a combattu pendant les première et deuxième guerres mondiales. Il fut également engagé en AFN lors de la Guerre d'Algérie. 

## Création et dénominations
- 1855 : création du 22e bataillon de chasseurs à pied (22e BCP)
- 1856 : dissolution du 22e BCP
- 1870 : création du 22e BCP de marche et du 22e BCP de marche bis
- 1871 : fusion de ces deux bataillons pour former le 22e BCP
- 1890 : devient le 22e bataillon alpin de chasseurs à pied (22e BACP)
- 1916 : devient le 22e bataillon de chasseurs alpins (22e BCA)
- 1940 : dissolution du 22e BCA
- 1951 : nouvelle création du 22e BCA
- 1964 : dissolution du 22e BCA
- 1964 : création du 22e groupe de chasseurs alpins (22e GCA)[réf. nécessaire],
- 1969 : redevient le 22e bataillon de chasseurs alpins
- 1976 : dissolution du 22e BCA
- 1982 : nouvelle création du 22e BCA
- 1997 : dissolution du 22e BCA

## Historique des garnisons, campagnes et batailles

### Second Empire
Le 22e bataillon de chasseurs à pied est créé par décret impérial du 14 août 1855 en regroupant huit compagnies des différents bataillons de chasseurs qui ne sont pas engagés dans la guerre de Crimée. Le bataillon rejoint Lyon où il est dissout en août 1856, les compagnies retournant alors dans leurs unités d'origine.

### De 1871 à 1914

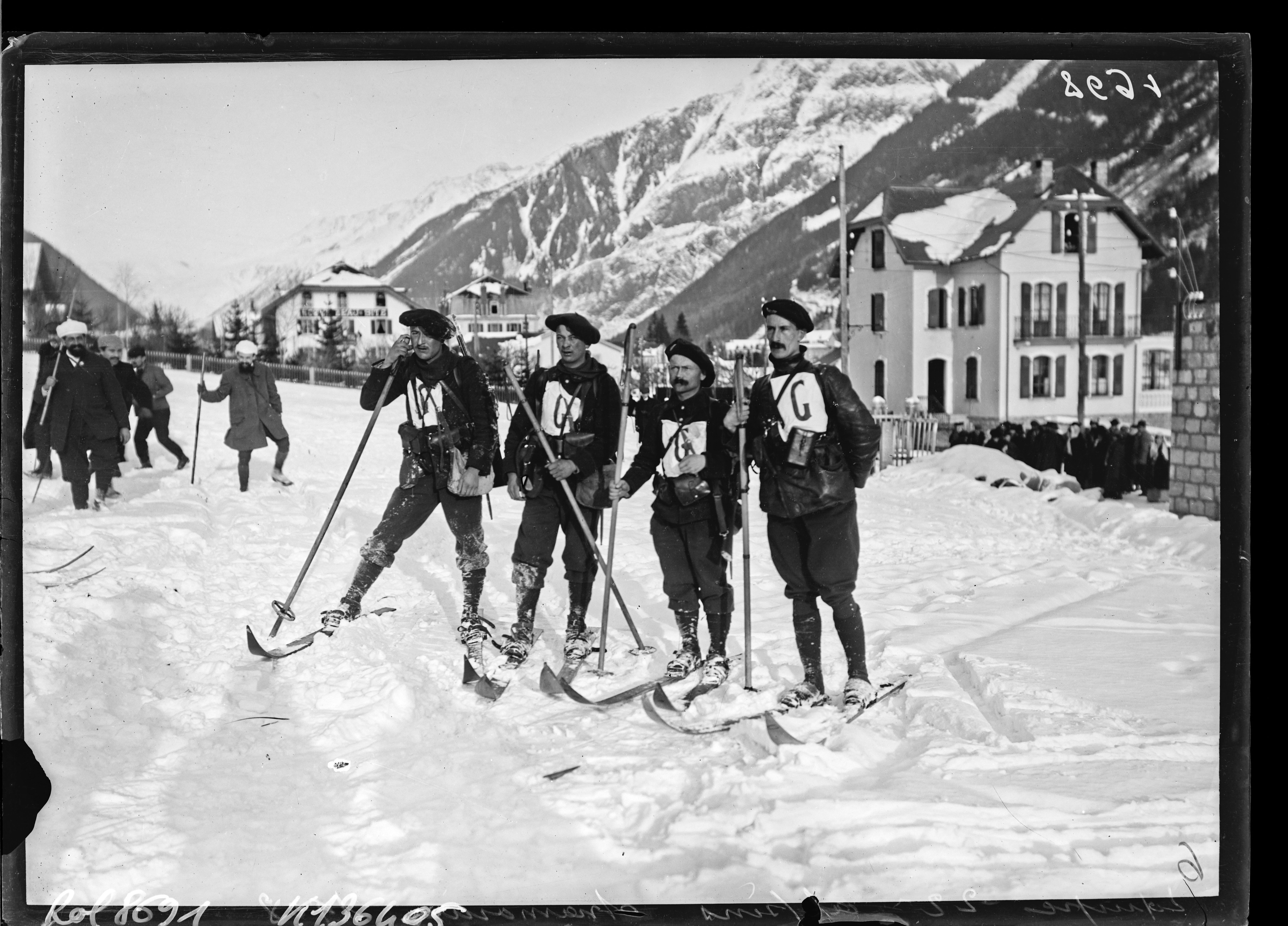
L'équipe du alpin de chasseurs pendant le second concours international de ski à Chamonix en janvier 1908.

En novembre 1870, est créé le 22e bataillon de chasseurs à pied de marche qui participe à la défense de Paris. Les cadres du régiment partent pour l'Algérie début mai 1871. Ils répriment l'insurrection kabyle de 1871 puis regagnent la métropole début septembre.
En décembre 1870, est formé à Cherbourg un autre 22e bataillon de chasseurs à pied de marche. Jusqu'en janvier 1871, il participe aux combats menés par l'Armée de la Loire. Après la fin de combats, il réprime l'insurrection de Limoges le 5 avril 1871. Il participe ensuite avec l'armée versaillaise à la Semaine sanglante face à la Commune de Paris.
Les deux 22e bataillons fusionnent en septembre 1871 à Paris puis le 22e bataillon de chasseurs à pied ainsi formé rejoint Morlaix. En octobre 1886, le bataillon quitte Morlaix pour Lyon. En 1888, une compagnie part pour Chambéry et le bataillon s'entraîne au combat dans la vallée de la Tarentaise et dans le Beaufortain. Le 17 octobre 1890, il devient le 22e bataillon alpin de chasseurs à pied et prend garnison à Albertville.
Le bataillon participe aux activités de montagne. Un détachement du bataillon occupe de 1892 à 1895 la Redoute Ruinée puis à partir de 1895 le poste d'hiver des Chapieux (commune de Bourg-Saint-Maurice). Son équipe de ski remporte la première place du concours international de ski de Chamonix de 1908.

### Première Guerre mondiale

#### Rattachements successifs
Présent à la 41e division de décembre 1914 à mai 1915, puis à la 66e division jusqu'en mars 1916, puis à la 46e division jusqu'en novembre 1918.

#### 1914

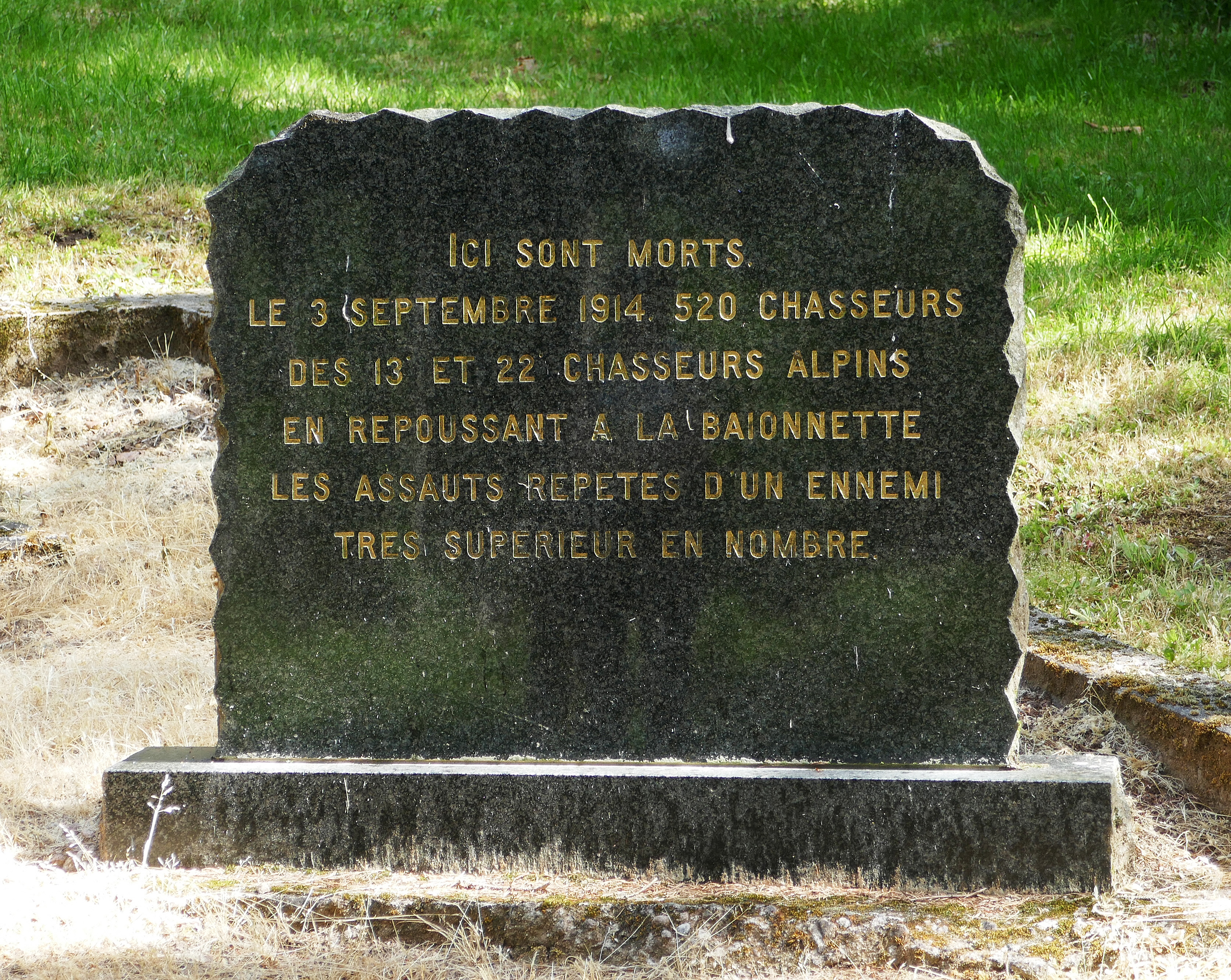
Stèle à la Tête de la Behouille (Vosges).

Au début de la guerre, le bataillon appartient à la 56e brigade de la 28e division du 14e corps d'armée. Il est en manœuvres avec la 4e batterie du 1er régiment d'artillerie de montagne lorsque la mobilisation est décrétée le 2 août 1914. Après quelques jours d'attente avant que l'Italie ne déclare sa neutralité dans le conflit, le bataillon part pour l'Alsace, débarquant à Bussang le 11 août. Le bataillon garde le front français sur les Vosges, loin des gros combats de la Bataille des Frontières.
Le 27 août, les Allemands attaquent et chassent les chasseurs de la Tête de la Behouille (près de Coinches). Le 22e contre-attaque le 29 avec le 13e BCA mais ils sont à nouveau chassés de leurs positions le 1er septembre. 300 chasseurs du 22e sont tués ou blessés et le bataillon est à la moitié de sa force de début août. Le 3 septembre est bataillon est à nouveau décimé dans une nouvelle attaque sur la tête de Behouille, sans plus de succès. Le commandant de la Boisse est tué et le bataillon ne compte plus que 400 chasseurs. Pour ses attaques sur la tête de Behouille, le 22e BCA est le premier des bataillons de chasseurs cité à l'ordre de l'armée.
Mis en retrait du front, à Fraize, le bataillon est en partie complétée par 300 réservistes. Le bataillon couvre ensuite le col du Bonhomme puis arrive à La Croix-aux-Mines le 14 septembre, les Allemands s'étant repliés. En octobre, il passe à nouveau en seconde ligne à Corcieux où de nouveaux réservistes complètent les rangs.
Le 1er novembre 1914, le 22e BCA est mis à disposition de la 66e DI et rejoint le secteur de Wisembach où il commence la guerre de tranchées.

#### 1915
Dans ce secteur, la seule attaque d'envergure a lieu les 17 et 18 février 1915. Les Allemands attaquent une première fois juste après l'explosition d'une mine mais sont repoussées, tout comme leurs deux attaques du lendemain. 173 cadavres allemands sont trouvés devant les tranchées françaises, contre 17 chasseurs tués et 88 blessés. Le bataillon est remplacé début juin 1915 par le 62e BACP.
- juillet : Bataille du Linge[2].

#### 1916
- juillet - novembre : Bataille de la Somme[2].

#### 1917
- secteur de l'Aisne[2].
- juillet - novembre : Bataille du Chemin des Dames[2].
- novembre - décembre : Italie[2].

#### 1918
- janvier - avril : Italie[2].
- mai - juin : secteur des Flandres[2].
- secteur de Champagne[2].

### Entre-deux-guerres

Le est passé en revue par le roi du Danemark Christian X en 1933 à Nice.

En 1919, le bataillon participe à l'occupation de l'Allemagne vaincue : initialement destiné à rejoindre la Haute-Silésie, il part pour Flensbourg à l'approche des plébiscites du Schleswig. Ces derniers décident du partage territorial entre la république de Weimar et le Royaume du Danemark. Après le vote, le 22e BCA rejoint Copenhague le 16 mai 1920. En souvenir, le roi Christian X est nommé le 6 septembre 1921 sergent honoraire du bataillon. Il rendra visite chaque année au bataillon.
Revenu en France le 14 juin 1920, le 22e BCA forme à Nice à partir du 15 juillet 1920 la 6e demi-brigade de chasseurs alpins (6e DBCA) avec le 24e bataillon de chasseurs alpins de Villefranche-sur-Mer et le 25e BCA de Menton. La 6e DBCA forme, avec le 3e régiment d'infanterie alpine, la 57e brigade de la 29e division d'infanterie.
Du 18 mai au 27 décembre 1923, le bataillon fait partie des unités chargées de l'occupation de la Ruhr.
Le 22e BCA crée en 1931 une section d'éclaireurs-skieurs (SES). Le bataillon est affecté de la défense des Alpes, au sein du Secteur fortifié des Alpes-Maritimes. Lors des crises européennes, comme lors de la crise des Sudètes en 1938, il part en défense dans le secteur de l'Authion.

### Seconde Guerre mondiale
Au déclenchement de la Seconde Guerre mondiale, le 22e BCA est mobilisé au sein du centre mobilisateur de l'infanterie no 152 de Nice. Il forme avec le 62e et le 64e BCA la 26e demi-brigade de chasseurs alpins. Cette demi-brigade est directement rattaché au 15e corps d'armée le 1er novembre 1939 et placée en réserve générale. Le bataillon rejoint Cabris et Spéracèdes puis Tourrettes-sur-Loup en décembre. En février 1940, il participe aux travaux pour renforcer défense de Menton.
La 26e DBCA est affectée à la 44e division d'infanterie le 1er mars 1940 et le 22e BCA quitte les Alpes le 12, laissant sur place sa section d'éclaireurs-skieurs. Le bataillon rejoint d'abord l'Aube puis le Bas-Rhin à Hochfelden le 12 avril.
Le 12 mai 1940, le bataillon rejoint par voie ferrée le canal de l'Oise dans la région de Chalons-sur-Marne. Le 18 mai, il passe sur l'Ailette jusqu'au 2 juin. Le 10 juin 1940, il freine l'avancée allemande à Fismes sur la Vesle. Il recule le lendemain sur la Marne puis vers Bergères-lès-Vertus et Troyes. Le bataillon disparait quasi-complètement en forêt de Maulines le 17 juin 1940.
La SES du bataillon, restée dans les Alpes, protège le vallon du Caïros depuis les granges de Fromagines. Bombardée par les Italiens à partir du 16 juin, elle n'est pas attaquée.

### De 1945 à nos jours
Le bataillon stationne au Maroc en 1955-1956 puis rejoint l'Algérie jusqu'en 1964.

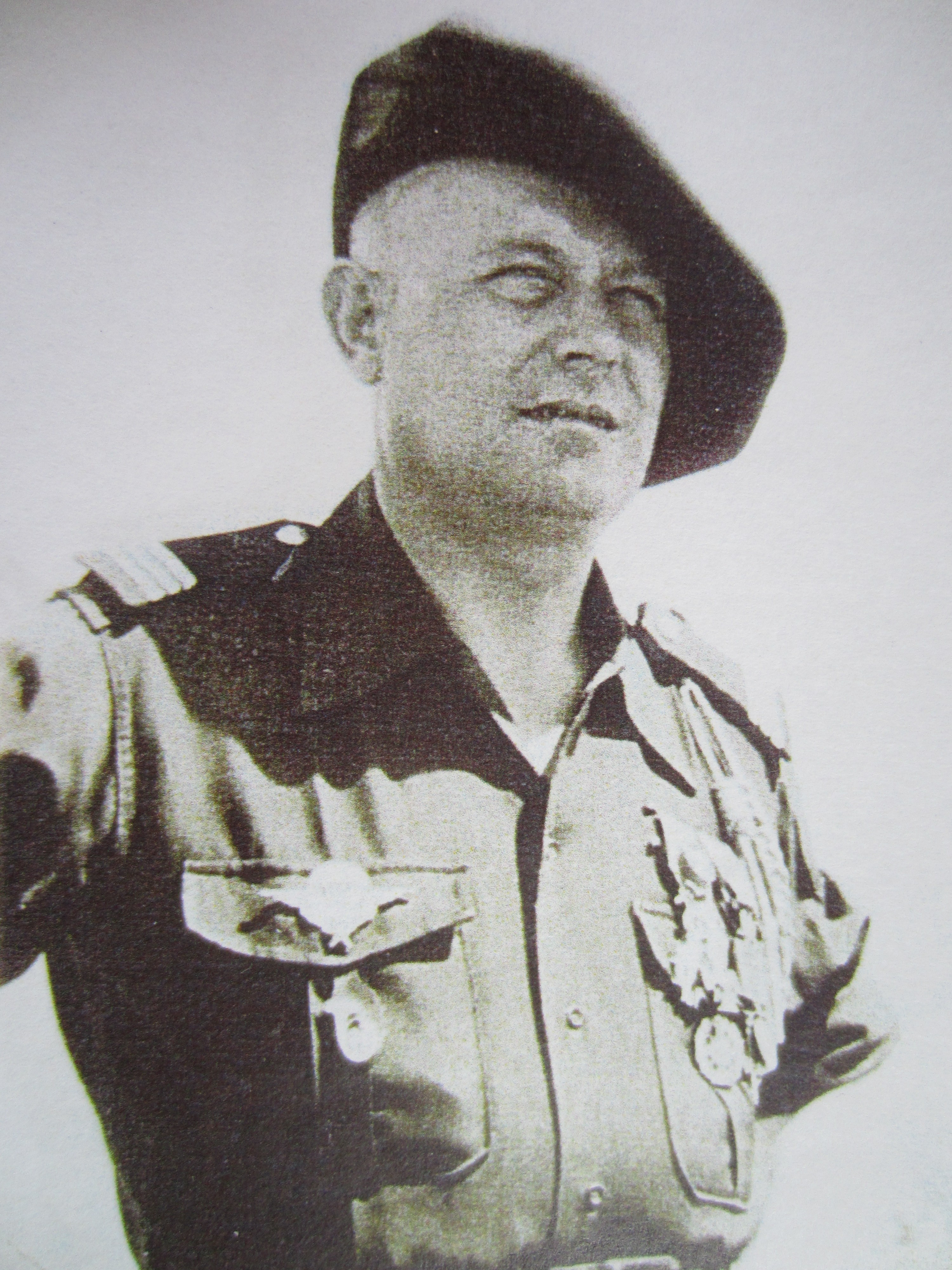
Le capitaine Louis Mairet du, vers 1958, pendant la guerre d'Algérie.

Au cessez-le-feu du 19 mars 1962 en Algérie, le 22e BCA met sur pied comme 91 autres régiments, les 114 unités de la Force locale, qui pendant la période transitoire devaient être au service de l'Exécutif provisoire algérien, jusqu'à l'indépendance du pays selon les accords d’Évian du 18 mars 1962. Le 22e BCA forme la 452e UFL-UFO, composée de 10 % de militaires métropolitains et de 90 % de militaires musulmans[réf. nécessaire].
Dissous en 1964, le 22e BCA est recréé en 1969 à partir du 17e BCA puis finalement dissous en 1976. Il est recréé en 1982 comme bataillon de réserve, ce bataillon étant dissous en 1997[réf. souhaitée].

## Traditions

### Insigne
L'insigne du bataillon porte un chamois sur un cor, indiquant la vocation alpine du bataillon. Sur les insignes fabriqué par Arthus-Bertrand l'insigne présente également une montagne en arrière-plan, absente sur les insignes des fabricants Drago et Fraisse-Demey.

### Devise
Nul ne crains

### Drapeau
Comme tous les autres bataillons et groupes de chasseurs, le 22e BCA ne dispose pas d'un drapeau propre. Durant la campagne 1914-1918 celui-ci passe d'un bataillon à un autre.
En revanche, chaque bataillon possède un fanion qui lui est propre. Le fanion du 22e BCA est décoré de la croix de guerre 1914-1918, avec quatre palmes (citations à l'ordre de l'armée), une étoile d'argent (à l'ordre du corps d'armée) et deux étoiles de bronze(à l'ordre de la division).

### Décorations
Fourragère aux couleurs de la Médaille Militaire.

### Refrain
Encore un biffin, tombé dans la merde,

Encore un biffin d'emmerdé !

## Chefs de corps
| - 1855 : chef de bataillon Courrech 22e bataillon - 1870 : chef de bataillon O'Neill 22e bataillon de marche - 1870 : chef de bataillon Gathe-Cesar 22e bataillon de chasseurs à pied/bataillon alpin de chasseurs à pied/bataillon de chasseurs alpins - 1871 : chef de bataillon Cezerac - 1872 : chef de bataillon Hecquet - 1879 : chef de bataillon Dupuy-Montbrun - 1883 : chef de bataillon Moreau - 1887 : chef de bataillon Albert Jolly - 1895 : chef de bataillon Mugnier - 1900 : chef de bataillon Graziani - 1903 : chef de bataillon Frisch - 1907 : chef de bataillon Chapes - 1912 : chef de bataillon de Parizot de Durant de la Boisse (tué à la tête de Béhouille) - 1914 : chef de bataillon Petetin - 1914 : chef de bataillon Richard (tué au Barrenkopf) - 1915 : chef de bataillon Quinat - 1916 : chef d'escadron Lafont - 1917 : chef de bataillon Olivari - 1918 : chef de bataillon de Soyer, - 1921 : chef de bataillon Conte - 1927 : chef de bataillon Bouchacourt - 1932 : chef de bataillon Pendariès - 1934 : chef de bataillon Brun - 1936 : chef de bataillon Guizol - 1938 : chef de bataillon Gauthier - 1939 : capitaine Rossi - 1939 : chef de bataillon Ardisson | - 1951 : chef de bataillon des Touches - 1951 : chef de bataillon Lajouanie - 1953 : chef de bataillon Parisot - 1956 : chef de bataillon Vuillemey - 1958 : chef de bataillon Giraud - 1959 : lieutenant-colonel Maraval de Bonnery - 1961 : lieutenant-colonel Bley - 1963 : lieutenant-colonel Marchal - 1964 : lieutenant-colonel Berchoud - 1965 : lieutenant-colonel Bouteille - 1967 : colonel Maraval de Bonnery - 1969 : lieutenant-colonel Gaillard - 1971 : lieutenant-colonel Maillet Vioud - 1973 : lieutenant-colonel Duplan - 1975 : lieutenant-colonel Vouillemin Bataillon de réserve - 1982 : lieutenant-colonel Borra - 1983 : lieutenant-colonel Petitot - 1985 : lieutenant-colonel Chalmel - 1987 : lieutenant-colonel Guitart Bataillon de réserve commandé par le chef de corps du CIECM - 1992 : lieutenant-colonel Gamba - 1993 : lieutenant-colonel Angles d'Auriac - 1995 : lieutenant-colonel Auzias |

## Personnalités ayant servi au sein du bataillon
- Christian X du Danemark, caporal d'honneur
- Rainier III de Monaco, sergent d'honneur[réf. souhaitée]
- Louis Mairet (1916-1998), compagnon de la Libération
- Michel Rodde (1913-2009), artiste peintre.
- Tino Rossi
- Paul-Jean Roquère, Compagnon de la Libération.

## Sources et bibliographie
- Historique succinct du 22e bataillon de chasseurs alpins, Nice, L. Barma, 1920, 64 p., lire en ligne sur Gallica.
- Jacques Ardisson, Nul ne craint : Avec le 22e bataillon de chasseurs alpins, Guerre 1939 - 1945, 1940, 110 p. (lire en ligne)